# Oxyethira burkina
Oxyethira burkina är en nattsländeart som beskrevs av Gibon, Guenda och Coulibaly 1994. Oxyethira burkina ingår i släktet Oxyethira och familjen smånattsländor. Inga underarter finns listade i Catalogue of Life.